# Körhinta (film)
A Körhinta 1955-ben készült, 1956-ban bemutatott fekete-fehér, magyar filmdráma. Fábri Zoltán alkotását az 1956-os cannes-i filmfesztiválon Arany Pálmára jelölték. A forgatókönyvet Sarkadi Imre A kútban című, 1954-ben megjelent novellája alapján Fábri Zoltán és Nádasy László írta.
1968-ban a Magyar Filmművészek Szövetsége beválasztotta a tizenkét legjobb magyar film közé (Budapesti tizenkettő), 2000-ben bekerült az Új Budapesti Tizenkettőbe, 2012-ben pedig felvették a Magyar Művészeti Akadémia tagjai által kiválasztott legjobb 53 magyar alkotás listájára is.

## Cselekmény
Pataki István (Barsy Béla) azt tervezi, hogy kilép a biztos megélhetést jelentő termelőszövetkezetből, lányát, Marit (Törőcsik Mari) pedig Farkas Sándor (Szirtes Ádám) egyéni gazdához akarja feleségül adni, hogy egyesíthessék földjeiket. A lány azonban Bíró Mátét (Soós Imre) szereti, akivel a szövetkezetben ismerkedett össze, ezért szembeszáll apja akaratával. Egy lakodalmi mulatság során Bíró és az indulatain uralkodni nem képes Farkas nyílt összetűzésbe keveredik, miután Mari és Máté önfeledten táncolnak egymással. Amikor Mari kijelenti apja előtt, hogy Mátét szereti, és nem hajlandó feleségül menni Farkashoz, Pataki baltával támad rá, mire a lány elmenekül otthonról. Összetalálkozik Mátéval, aki hazaviszi, és közli az apával, hogy elveszi a lányát. Pataki – Farkas Sándorral együtt – beletörődik a dologba, nem harcol tovább a lánya elhatározása ellen.

## Szereplők
- Törőcsik Mari – Pataki Mari
- Soós Imre – Bíró Máté
- Szirtes Ádám – Farkas Sándor
- Barsy Béla – Pataki István
- Kiss Manyi – Patakiné Erzsi néni
- Suka Sándor – Czigány Márton
- Farkas Antal – Samu János
- Kádár Flóra – Eszti, Pataki Mari barátnője

## Díjak, jelölések
- cannes-i fesztivál (1956)
  - jelölés: Fábri Zoltán (Arany Pálma)[2]